# Delphyre meridionalis
Delphyre meridionalis är en fjärilsart som beskrevs av Rothschild 1912. Delphyre meridionalis ingår i släktet Delphyre och familjen björnspinnare. Inga underarter finns listade i Catalogue of Life.